# جورجی گلن
جورجی گلن (به انگلیسی: Georgie Glen) (زاده ۲۰ آوریل ۱۹۵۶) بازیگر اسکاتلندی است.
از فیلم‌های معروف او می‌توان به بازی در محافظ مزدور و راهی طولانی تا فینچلی اشاره کرد.